# National Monetary Commission
La National Monetary Commission è stata una commissione bicamerale del Congresso degli Stati Uniti istituita dal Aldrich-Vreeland Act del 1908.

## Storia
La National Monetary Commission fu la risposta del Congresso al panico del 1907 e alla crisi finanziaria che ne seguì. La Commissione condusse numerose audizioni e commissionò studi e analisi sul sistema monetario e finanziario negli Stati Uniti e in un gran numero di altri paesi al fine di avere una idea delle problematiche legate al governo della moneta e del credito.
Nel 1912 la Commissione concluse la redazione del suo voluminoso rapporto e lo presentò al Congresso degli Stati Uniti d'America, che lo utilizzo come punto di partenza per le discussioni che portarono all'emanazione del Federal Reserve Act del 23 dicembre 1913 che diede vita al Federal Reserve System.

## Composizione
La commissione era composta da nove senatori e nove rappresentanti della camera e presieduta dal senatore Nelson W. Aldrich, e vicepresidente, il rappresentante Edward B. Vreeland.